# Čop (rodbina)
Čop je priimek pomembne kranjske kmečke rodbine, iz katere je izšlo več znamenitih mož.
Prvi, ki se je lotil raziskovanja izvora svoje rodbine je bil dvorni svetnik Anton Tschopp di San Maurelio. Pri svoji raziskavi družinskega drevesa je ugotovil, da se da njihovo družinsko drevo zasledovati deloma še v 1. polovico 16. stol.. Ugotovil je, da rodbina izhaja s Koroške Bele ter tako ovrgel dotedanje prepričanje, da so se Čopi preselili na Kranjsko v dobi reformacije iz Švice, kjer res živijo ljudje s podobnim priimkom v kantonih Luzern, Basel, Bern in Fribourg (kjer priimek v nemščini  pišejo Tschopp (izg. Čóp), v retoromanščini pa Gioppi ali Cioppi). 
Slovenska kmečka rodbina Čop izhaja s Koroške Bele, od koder je ena veja prišla v Hraše, kjer se je Jurij Čop v 2. pol. 18. stol. poročil z Gollmayerjevo iz Lesc, druga v Žirovnico, kamor se je priženil k Ovsenjakovim Matija Čop, po domače Brancljev, s Koroške Bele, njegova sinova sta Janez in Matija Čop ter tretja v Karlovec, kamor se je preselil v 2. pol. 18. stol. Jakob Čop (1742-1812) iz Hraš, itd.
Mnogi Čopi so se povzpeli nad svoj prvotni kmetijskopodložniški stan. Jože Čop (Tschop) je študiral v Ljubljani fiziko (1725), Pavel Čop (Tschopp) je bil vsaj od 1773 do 1777 kooperator v Preddvoru, Lukež Čop (ok. 1746–1812) s Koroške Bele je bil 1792–1796 kaplan v Galiciji pri Celju, do 1801 v Šoštanju, do 1808 v Zavodnju, potem župnik pri Sv. Janezu na Peči. Jakob Čop je bil 1812–1813 kaplan pri istem Sv. Janezu na Peči. Jože Čop je bil lastnik svobodne posesti (dominija) Šentjurje v občini Moravče. Jakob Čop iz Hraš (1742–1812), ki je ustanovitelj hrvaške veje Čopov je bil ugleden trgovec v Karlovcu, ki je smel prodajati tudi smodnik (sin Anton je bil veletrgovec v Karlovcu; vnuk Anton je bil častnik in postal plemič s priimkom di San Maurelio; pravnuk Anton Tschopp di San Maurelio pa dvorni svetnik na Dunaju in je dobil med službovanjem na Kranjskem zopet stike z ožjo domovino ter obenem zbiral gradivo za zgodovino svojih prednikov); istega pokolenja je tudi Mara Čop, umrla 1910, poročena v prvem zakonu z belgijskim senatorjem Lenger Marletom, v drugem s slovenskim poslancem Berksom, ki je pisala sicer večinoma v nemščini, a jo je vendarle treba prištevati k najduhovitejšim južnoslovanskim pisateljicam. 